# Krzywizna (województwo opolskie)
Krzywizna (niem. Schönwald) – wieś w Polsce położona w województwie opolskim, w powiecie kluczborskim, w gminie Kluczbork.
W czasie ofensywy styczniowej prowadzonej przez Armię Czerwoną w 1945 roku w Krzywiźnie kwaterował sztab 1 Frontu Ukraińskiego. W latach 1954–1959 wieś należała i była siedzibą władz gromady Krzywizna, po jej zniesieniu w gromadzie Łowkowice. 

## Zabytki
Kościół parafialny pw. Matki Boskiej Częstochowskiej. Istniał w średniowieczu. W 1541 r. przejęty przez protestantów. Obecny zbudowany po zburzeniu poprzedniego drewnianego w 1881 r. Od 1945 r. katolicki. Murowany, neogotycki. Dzwon gotycki z 1516 r.